# Adolf Marx
Adolf Marx, né le 2 février 1838 à Stettin et mort le 4 novembre 1904 à Saint-Pétersbourg, est un libraire et éditeur allemand, actif à Saint-Pétersbourg, capitale de l'Empire russe.

## Carrière
Adolf Marx étudie sur la recommandation de Fritz Reuter en 1854 le métier de libraire auprès des éditions Hinstorff à Wismar. Il travaille ensuite à Berlin, puis dans sa ville natale. Marx est appelé en 1859 à travailler pour la maison Bietepage & Kalouguine à Saint-Pétersbourg. Il édite de 1869 jusqu'à sa mort le journal Niva, inspiré du journal allemand Die Gartenlaube; il avait un tirage de 254 000 exemplaires en 1904. Il lance sa propre maison d'édition à Saint-Pétersbourg en 1869.
Marx a publié les Œuvres complètes de 34 auteurs russes (jusqu'à 12 volumes). La production de livres a atteint 50 millions d'exemplaires.
Il a publié entre autres des œuvres de Milton, Molière, Lomonossov, Catherine II, Goethe, Joukovski, Lermontov, Danilevski, Griboïedov, Koltsov, Fonvizine, Polejaïev, Grigorovitch, Gogol, Gontcharov, Dostoïevski, Tourgueniev, Saltykov-Chtchedrine, Leskov, Tchekhov, Ibsen, Fet, Maeterlinck, Boborykine, Gorbounov et Scheller-Mikhaïlov. 
Dans son entreprise, il était employé jusqu'à plus de neuf cents personnes dans les départements d'imprimerie, de pliure, de reliure, de stéréotypie, de galvanoplastique, de photochimie, d'impression sur cuivre, de lithographie  et dans le département de géographie et de cartographie. Au début du XXe siècle, les ventes annuelles atteignaient l'équivalent d'environ 7 millions de marks.
Adolf Marx est inscrit en 1897 à la noblesse russe héréditaire.
Selon son testament, la maison d'édition après sa mort (1914) est transformée en société par actions « Compagnie d'édition et d'imprimerie A.F. Marx ». La majorité des actions est acquise par le fameux éditeur Ivan Sytine. Après la Révolution d'Octobre, la compagnie cesse d'exister. Pendant quelque temps, les machines servent à éditer des livres des maisons d'édition d'État Narkompros et Gosizdat. 
Il est enterré au cimetière de Novodievitchi (Saint-Pétersbourg).